# Industries et Agro-Ressources
Industries & Agro-Ressources est un pôle de compétitivité centré sur la bioéconomie notamment sur l’agriculture et l’agroalimentaire. Il est situé dans les régions Hauts-de-France et Grand Est.
Son Président est Yvon Le Hénaff,  depuis décembre 2017.